# Chaîne Ruahine
La chaîne Ruahine est la plus longue chaîne de montagnes de l'île du Nord en Nouvelle-Zélande.

## Toponymie
Ruahine est un nom maori pouvant signifier « femme sage », en référence à la petite-fille du chef de migrants sur le canoë Aotea.

## Géographie

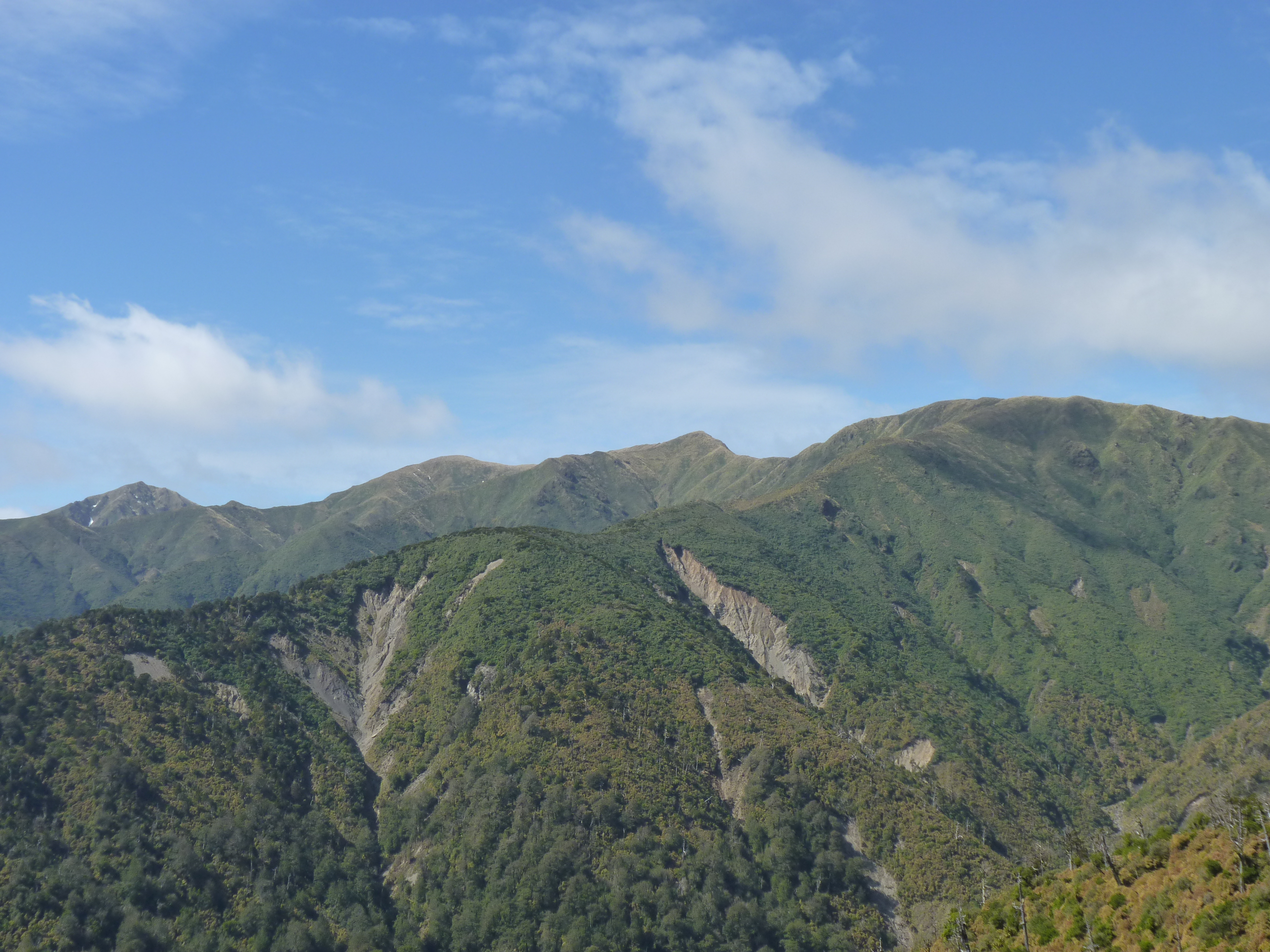
Chaîne Ruahine.

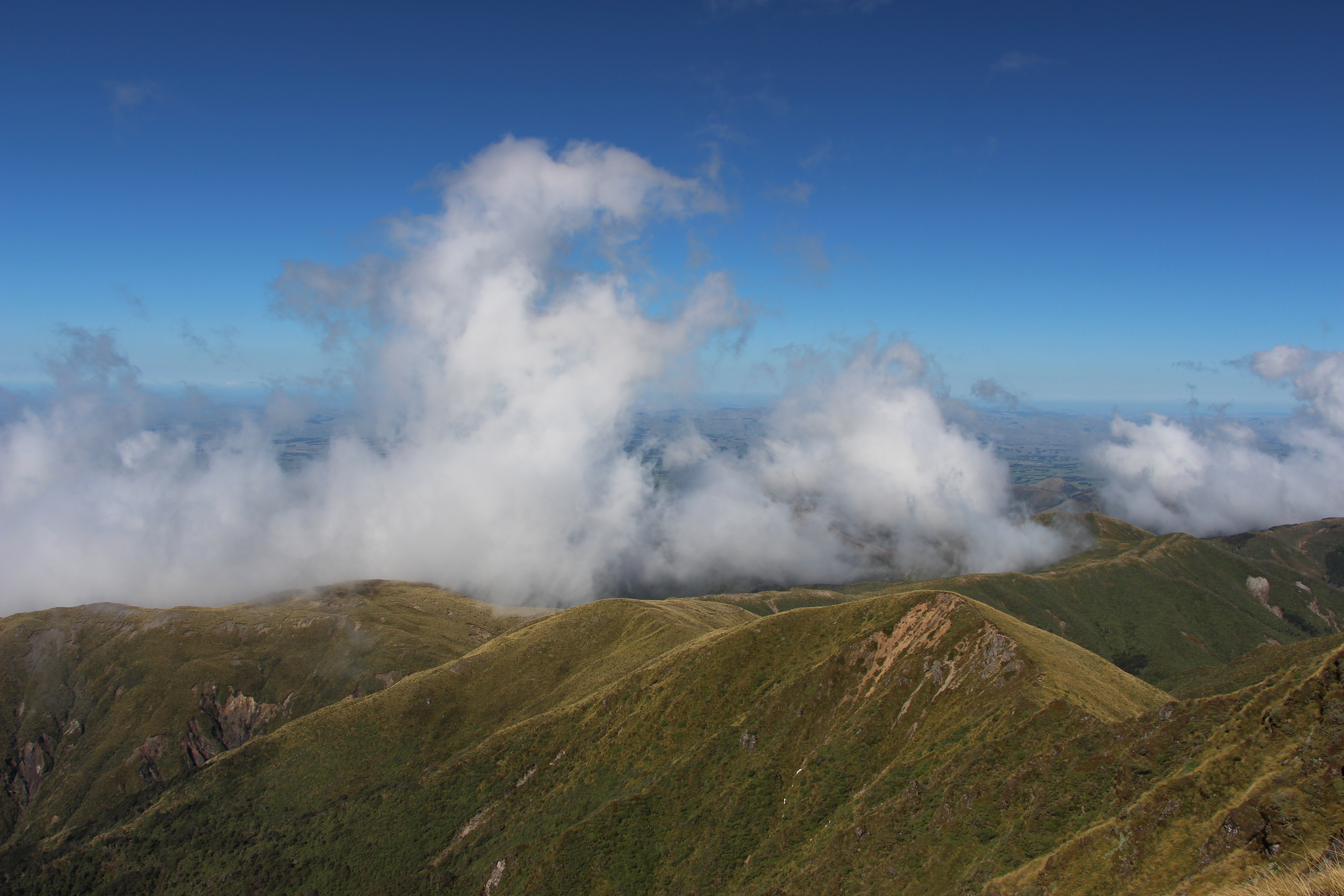
Vue des Ruahines.

La chaîne Ruahine s'étend du nord-est au sud-ouest sur 110 km depuis l'intérieur de la région de Hawke's Bay jusqu'à Woodville. Elle est séparée de l'extrémité nord de la chaîne Tararua par les gorges de Manawatu.
Le point culminant des Ruahines est Mangaweka, situé dans le chaînon Hikurangi, qui à 1 731 m d'altitude est le deuxième plus haut sommet montagneux non volcanique de l'île du Nord après le mont Hikurangi 1 752 m dans la chaîne Raukumara.
L'autre sommet remarquable est pic Wharite (en) 920 m, qui marque visuellement l'extrémité sud de la chaîne Ruahine. Point de repère géographique dominant le district de Manawatu et le district de Tararua, le pic Wharite est connu dans la région pour sa tour de transmission de télévision très visible. Le premier émetteur de Wharite a été mis en service en 1963, relayant la chaîne WNTV1 de Wellington (qui fait maintenant partie de TVNZ 1). L'émetteur principal actuel a été mis en service en 1966.

## Tourisme

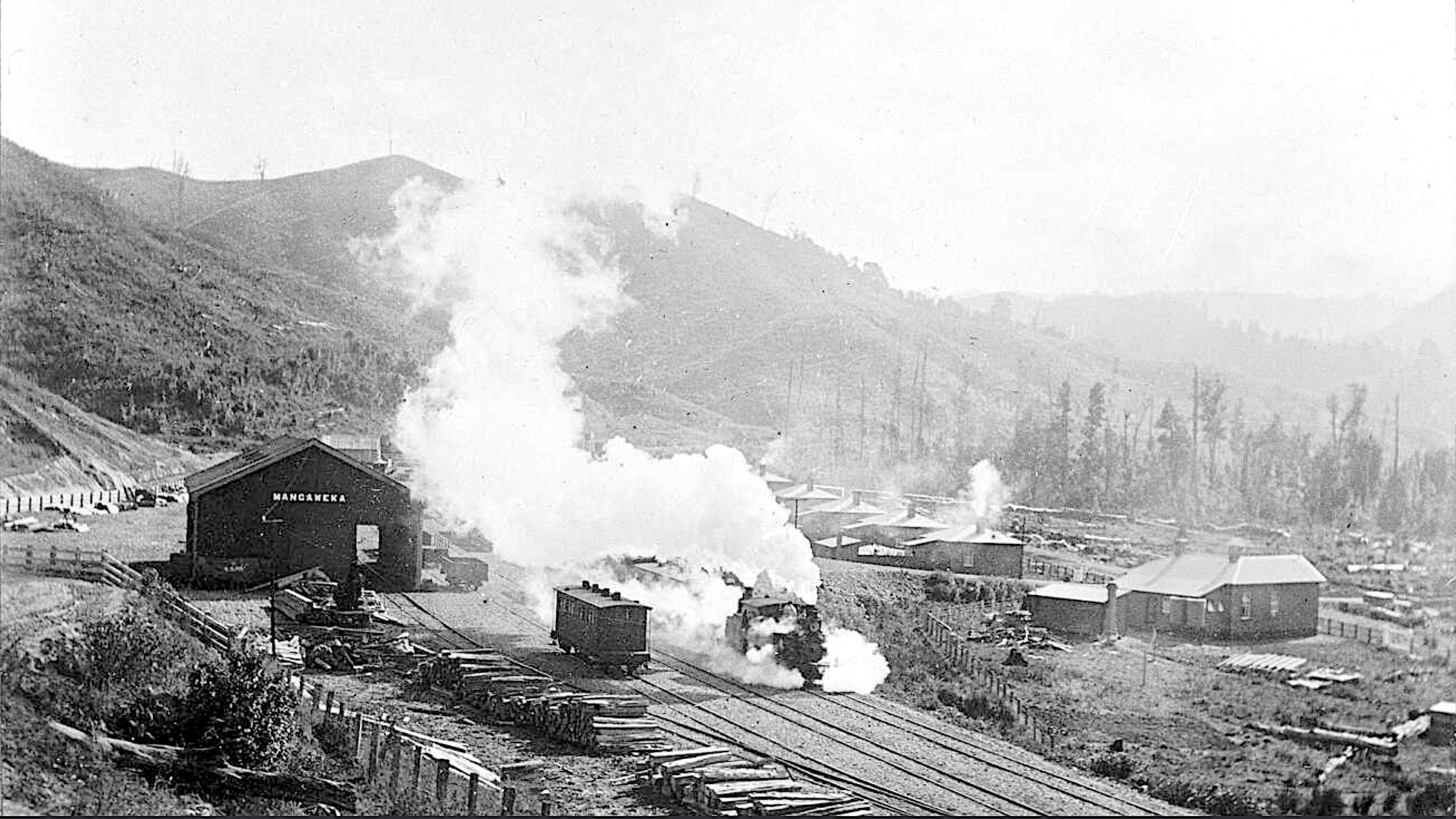
Gare de Mangaweka vers 1902.

Le ministère de la Culture et du Patrimoine recommande plusieurs promenades pittoresques dans les réserves autour de Mangaweka, dont celle de l'ancienne ligne de chemin de fer et les tunnels du North Island Main Trunk (en) de l'île du Nord. Cette gare fut remplacée par une déviation en 1981. La première section, devenue le NIMT, avait ouvert ses portes en 1873, et la ligne fut achevée en 1908. Elle fut pleinement opérationnelle en 1909 en ouvrant le centre de l'île du Nord aux investissements européens. Le NIMT a été décrit comme un miracle d'ingénierie.